# Liste des maires de Montbrison
Cet article dresse une liste par ordre de mandat des maires de Montbrison.

## Liste des maires
| Période           | Période       | Identité                    | Étiquette    | Qualité |
| ----------------- | ------------- | --------------------------- | ------------ | --- |
| 3 février 1790    |               | Pierre Barrieu              |              | |
| 14 novembre 1790  |               | M. de la Plagne             |              | |
| 20 novembre 1791  |               | Pierre Dubouchet            |              | Docteur Député |
| 23 juin 1792      |               | M. Meynis                   |              | |
| 8 décembre 1792   |               | Blaise-Gabriel Jamier       |              | Député |
|                   |               | M. Chaland                  |              | |
|                   |               | M. Gaulne                   |              | |
|                   |               | M. Buer                     |              | |
|                   |               | André Duguet                |              | |
|                   |               | M. Chavassieu-d'Audebert    |              | |
|                   |               | M. Durand                   |              | |
|                   |               | M. Bourgeade                |              | |
|                   |               | M. Pinaud                   |              | |
|                   |               | Jean-Claude Lachèze         |              | Député |
| 21 juillet 1812   |               | M. Tézenas                  |              | |
| 2 juin 1813       |               | M. de la Noërie             |              | |
| 21 avril 1815     |               | M. Lambert                  |              | |
| 4 mai 1815        |               | Pierre Dubouchet            |              | Docteur Député |
|                   |               | M. de la Noërie             |              | |
| 14 mars 1816      |               | Guillaume Boyer Dumoncel    |              | Conseiller de Préfecture |
| 24 juillet 1821   |               | Camille-Augustin de Meaux   |              | Député |
| 25 septembre 1830 |               | Ildefonse Rater             |              | |
| 12 janvier 1837   |               | M. Morel                    |              | |
| 10 juin 1838      |               | M. Desarnaud                |              | |
| 1er février 1842  |               | M. Bouvier                  |              | |
| 28 août 1842      |               | M. Bouvier                  |              | |
| 30 octobre 1846   |               | Jacques Constant Laguerenne |              | |
| 22 mars 1848      |               | Laurent Chavassieu          |              | Député |
| 9 juin 1849       |               | Jean Antoine Bouvier        |              | Avoué |
| 11 novembre 1852  |               | André Camille Durand        |              | |
| 14 août 1855      |               | Léon de Saint-Pulgent       |              | |
| 27 novembre 1861  |               | Jean Marie Majoux           |              | Avoué |
| 27 mars 1869      |               | Jean François Rey           |              | Docteur, conseiller d'arrondissement |
| 27 septembre 1870 |               | Jean-Baptiste Chavassieu    |              | Député Sénateur |
| 26 mai 1871       |               | Christophe Colmet           |              | |
| 10 mars 1874      |               | Paul de Quirielle           |              | |
| 24 mai 1876       |               | Georges Levet               |              | Député |
| 2 octobre 1879    |               | Alfred Avril                |              | |
| 29 avril 1882     |               | Georges Levet               |              | Député |
| 18 mars 1884      |               | Henri Mathieu Dupuy         |              | Pharmacien |
| 19 février 1887   |               | Jean Marie Fraisse          |              | |
| 22 avril 1890     |               | Paul Philippe Dulac         |              | |
| 21 octobre 1894   |               | Claude Chialvo              |              | Notaire, conseiller d'arrondissement |
| 15 juin 1913      |               | Jean Baptiste Rigodon       |              | |
| 11 décembre 1919  |               | Louis Jean Dupin            |              | Député |
| 18 septembre 1942 | 3 mars 1943   | Pierre-Marie Gaurand        |              | Notaire Adjoint au maire Conseiller général de Montbrison Député Chevalier de la Légion d'honneur                                                     |
| 18 juin 1943      |               | Jean Vial                   |              | Docteur |
| 23 août 1944      |               | Victor Patay                |              | Professeur |
| 9 mai 1953        | 1962          | André Mascle,               | DVD          | Ingénieur, commerçant |
| 1962              | 1965          | Louis Croizier              |              | 1er adjoint au maire |
| 1965              | 1971          | André Mascle                | DVD          | Ingénieur, commerçant |
| 1971              | 1995          | Guy Poirieux                | UDF          | Médecin Conseiller général de Montbrison Conseiller régional de Rhône-Alpes Sénateur Chevalier de la Légion d'honneur Officier des Palmes académiques |
| 1995              | 2008          | Philippe Weyne              | DVD puis UMP | Anesthésiste-réanimateur Conseiller général de Montbrison                                                                                             |
| 2008              | 10 avril 2014 | Liliane Faure               | PS           | Psychologue-gérontologue Conseillère générale de Montbrison                                                                                           |
| 10 avril 2014     | en cours      | Christophe Bazile           | DVD          | Vétérinaire Conseiller municipal (2008-2014) CA Loire Forez, : 1er vice-président (2017-2020) puis président depuis 2020                              |